# هيئة الاتصالات والفضاء والتقنية
هيئة الاتصالات والفضاء والتقنية (CST; Communications, Space and Technology Commission)، هي هيئة حكومية سعودية تتمتع بشخصية اعتبارية واستقلالية مالية، وتعنى بتنظيم قطاعات الاتصالات والفضاء والتقنية ومنصات المحتوى الرقمي، وإدارة الطيف الترددي على المستوى الوطني في المملكة العربية السعودية.

## تاريخ ونشأة الهيئة
ترتبط نشأة الهيئة بتاريخ تقديم خدمات الاتصالات بالمملكة، حيث في عام 1418هـ جرى تحويل خدمات الاتصالات من وزارة البرق والبريد والهاتف إلى شركة الاتصالات السعودية وإعداد أنظمة الهيئة 
في عامي 1421 و1422هـ جرى تطوير الأطر التنظيمية بالمملكة فصدر نظام الاتصالات، وأُنشئت هيئة الاتصالات بصفتها الاعتبارية ذات الاستقلال المالي والإداري بعد قرار مجلس الوزراء رقم 74 وتاريخ 5/3/1422هـ. في عام 1423هـ اتّسع نطاق العمل ببدء خصخصة القطاع وطرح 30% من شركة الاتصالات السعودية للاكتتاب، وتوسيع مهام الهيئة لتشمل أيضا تقنية المعلومات وباتت تعرف حينها بـ(هيئة الاتصالات وتقنية المعلومات) "CITC" .
خلال الفترة بين 1424هـ - 1429هـ شرعت الهيئة في تحرير السوق وفتح باب المنافسة في سوق الاتصالات المتنقلة، وإصدار الرخصة الثانية والثالثة لشركتي (موبايلي وزين).
شهد عام 1440هـ تحسنا ونقلةً كبيرة في جودة الخدمات، وأصدر مجلس الوزراء قرارًا بمنح الهيئة مهام التنظيم والرقابة لقطاع البريد. استمرت هذه المهمة لمدة أربعة أعوام، ثم انتقل تنظيم البريد إلى وزارة النقل في 1444هـ.
وفي عام 1444هـ صدر قرار مجلس الوزراء بنقل الاختصاصات التقنية في قطاع الفضاء إلى الهيئة، وتغيير اسمها إلى (هيئة الاتصالات والفضاء والتقنية) "CST".

## أدوار الهيئة ومسؤولياتها

### تنظيم قطاع الاتصالات
يعتبر قطاع الاتصالات أول القطاعات التي عنيت الهيئة بتنظيمه، إذ أن الهيئة مسؤولة عن منح رخص تقديم خدمات الاتصال والإنترنت، وتعزيز التنافسية ودعم نمو السوق، والرقابة على مقدمي الخدمات والتزامهم بالأنظمة والمعايير، واتخاذ الإجراءات النظامية التي تضمن المنافسة العادلة وحماية المستخدمين وكافة الأطراف. بالإضافة الى ذلك تقوم الهيئة بإعداد الدراسات والاحصائيات والمؤشرات تتعلق بأداء سوق الاتصالات والإنترنت في السعودية وسلوك مستخدميه.

### تنظيم قطاع الفضاء
في عام 1444هـ أصبحت الهيئة هي الجهة المسؤولة في المملكة العربية السعودية عن تنظيم القطاع بعد انتقال مهام قطاع الفضاء إليها، وتحفيز الأعمال والشركات فيه. وقد كانت رحلة رائدي الفضاء السعوديين، علي القرني وريانة برناوي، إلى محطة الفضاء الدولية في 21 مايو 2023 هي أول نشاطات الفضاء الضخمة التي ساهمت الهيئة في تنظيمها وإدارتها ، كما باشرت أول نشاطاتها التنظيمية بإطلاق تصريح تقديم خدمة منصة الرصد الفضائي للأرض (EO) في 2024.
كما تعنى الهيئة بمسؤولية تطوير الأعمال في القطاع ودعم نموه الاقتصادي، وذلك يشمل تحفيز إكمال الدراسة في علوم الفضاء، وإطلاق منافسات للشركات الناشئة في القطاع ، بالإضافة لدورها التنظيمي في تقديم التراخيص وسن الأنظمة.

### تنظيم قطاع التقنية
الهيئة مسؤولة عن تنظيم سوق التقنية في المملكة العربية السعودية، سواءً كان من ناحية منح التراخيص للشركات التقنية، أو سن أنظمة التقنيات الناشئة، أو تقديم الاحصائيات المتعلقة بحجم السوق وأهم مؤشراته. الهيئة مسؤولة أيضا عن البيئة التنظيمية التجريبية للتقنيات الناشئة (Sandbox) في المملكة.

### إدارة الطيف الترددي
بجانب القطاعات الثلاث التي تكون اسمها، تتولى هيئة الاتصالات والفضاء والتقنية عملية إدارة الطيف الترددي على المستوى الوطني في السعودية، حيث تشمل مهامها إعداد الخطة الوطنية للطيف الترددي بالتنسيق مع الجهات ذات العلاقة، وتنظيم وتوزيع الترددات على المستوى الوطني لمختلف الخدمات الراديوية، وترخيص الترددات لجميع المستخدمين، والتنسيق الدولي بما يضمن توافق الترددات مع التنظيمات واللوائح الدولية، ومراقبة استخدام الطيف الترددي، ومعالجة التداخلات اللاسلكية الضارة.

### الأدوار التنظيمية الوطنية
تعمل الهيئة على قيادة ملف التنظيمات الرقمية على المستوى الوطني السعودي، حيث إنها ترأس لجنة التنظيمات الوطنية، والتي يصفها تقريرها بأنها "لجنة تتكون من العديد من الجهات التنظيمية في المملكة وذلك بهدف تسريع تنظيم وتبني التقنيات المتعلقة بالرقمنة بشكل عام وقطاع الاتصالات وتقنية المعلومات بشكل خاص."
كما أنشأت الهيئة أكاديمية التنظيمات الرقمية، وهي أكاديمية منبثقة من الهيئة تعنى بتدريب وتطوير القدرات البشرية الوطنية في مجال التنظيمات الرقمية، وتقدم خدماتها إلى موظفي الجهات التنظيمية داخل السعودية وخارجها، بالإضافة لمنسوبي الشركات التي تنظم الهيئة قطاعاتها.

### الأدوار الدولية
تتولى هيئة الاتصالات والفضاء والتقنية تمثيل المملكة في المنظمات والهيئات والمؤتمرات والمحافل المحلية والإقليمية والدولية ذات العلاقة بالقطاعات التي تنظمها وتديرها حيث أنها عضو في مجلس الاتحاد الدولي للاتصالات ضمن 48 دولة منذ عام 2023 وحتى الأن ، بالإضافة إلى عضويتها في الاتحاد الدولي للاتصالات ضمن 193 دولة منذ عام 1949، كما أنها تشارك بفعالية في أنشطة الاتحاد الدولي للاتصالات (ITU) وفرقه المختلفة مثل الجمعية العالمية لتقييس الاتصالات، والفريق الاستشاري للطيف الترددي.
r states]}}، كما أنها تشارك بفعالية في أنشطة الاتحاد الدولي للاتصالات (ITU) وفرقه المختلفة مثل الجمعية العالمية لتقييس الاتصالات، والفريق الاستشاري للطيف الترددي.

## أبرز إنجازات الهيئة
بعض من أهم الأعمال والإنجازات التي حققتها الهيئة:
- الحصول على تصنيف "قيادي" في المستوى الخامس من مؤشر النضج التنظيمي الرقمي الصادر عن الاتحاد الدولي للاتصالات[25].
- إطلاق أول منطقة اقتصادية خاصة للاستثمار في الحوسبة السحابية والمعلوماتية[26].
- تحقيق المملكة المركز الثاني على دول مجموعة العشرين في مؤشر تنمية الاتصالات والتقنية 2024 للمرة الثانية على التوالي)[27].
- إطلاق مبادرة توحيد منافذ شحن الهواتف والأجهزة الإلكترونية لتوفير 170 مليون ريال سنويا وخفض الاستهلاك المحلي بـ2.2 مليون وحدة سنويا[28].
- إطلاق أول تحالف لدعم ريادة الأعمال في قطاع الفضاء[29] .
- إطلاق مبادرة مشتركة مع الاتحاد الدولي للاتصالات (ITU) لإيجاد حلول مبتكرة لسد الفجوة الرقمية عالميا[30].